# Jon Thompson
Jon Thompson (* 1936; † 2016) war ein britischer Künstler und Kurator. Er war beteiligt an der Entwicklung der so genannten YBA. 1988 war er an der Kuration der Ausstellung Freeze beteiligt.
Thompson war ausschlaggebend für eine Veränderung der Kunsthochschulen in England. Er öffnete die Departemente des Goldsmiths College in London und ermöglichte es Studenten, sich frei zwischen den verschiedenen Spezialisierungen, wie beispielsweise der Malerei, Bildhauerei, Fotografie etc. zu bewegen. Bis 2006 unterrichtete er als Professor an der Middlesex University.